# Tian’e (köpinghuvudort i Kina, Hubei Sheng, lat 30,77, long 113,58)
Tian'e (kinesiska: 天鹅, 天鹅镇) är en köpinghuvudort i Kina. Den ligger i provinsen Hubei, i den centrala delen av landet, omkring 71 kilometer väster om provinshuvudstaden Wuhan. Antalet invånare är 26 812. Befolkningen består av 12 689 kvinnor och 14 123 män. Barn under 15 år utgör 14,0 %, vuxna 15-64 år 75 %, och äldre över 65 år 10,0 %.
Runt Tian'e är det tätbefolkat, med 683 invånare per kvadratkilometer. Närmaste större samhälle är Chengzhong, 19,1 km norr om Tian'e. Trakten runt Tian'e består till största delen av jordbruksmark.
Genomsnittlig årsnederbörd är 1 441 millimeter. Den regnigaste månaden är juli, med i genomsnitt 203 mm nederbörd, och den torraste är december, med 19 mm nederbörd.